# Vadu Săpat
Vadu Săpat – wieś w Rumunii, w okręgu Prahova, w gminie Vadu Săpat. W 2011 roku liczyła 753 mieszkańców.